# Pereskiopsis rotundifolia
Pereskiopsis rotundifolia (DC.) Britton & Rose es una especie de planta fanerógama de la familia Cactaceae. 

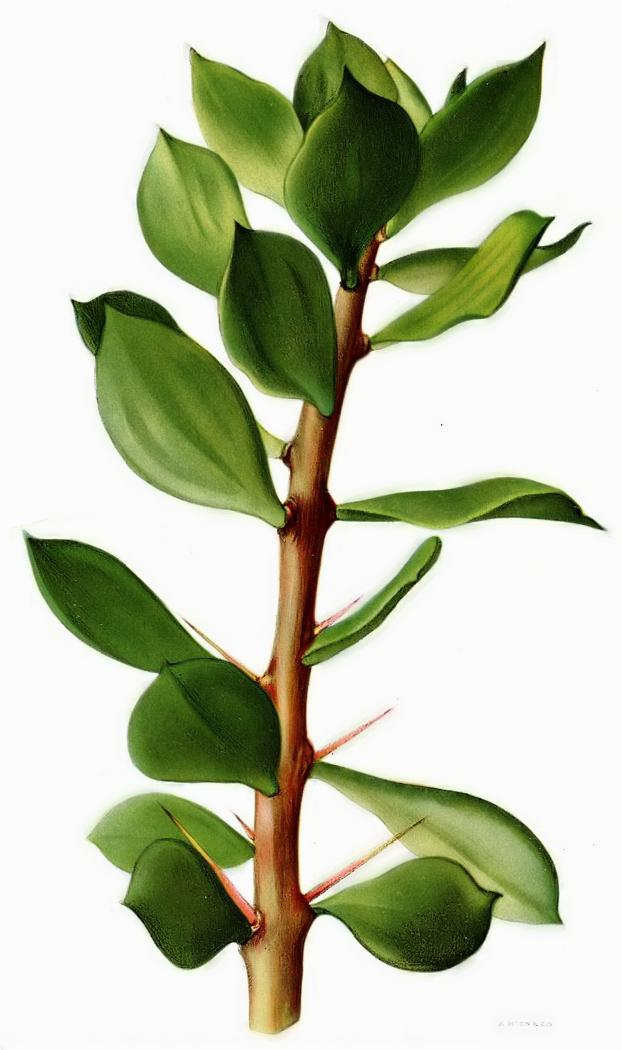
Vista de la planta

## Distribución y hábitat
Es nativa de Norteamérica en Guerrero, Morelos, Oaxaca y Puebla de México. La especie habita en bosques caducifolios y sub-caducifolios. Florece entre junio y julio y fructifica entre septiembre y enero.  Se conoce su ubicación en el Parque nacional Huatulco. A partir de los mapas de distribución potencial, la especie podría estar distribuida en la Reserva de la Biosfera Tehuacán-Cuicatlán.  

## Descripción
Pereskiopsis rotundifolia crece arbustiva y en forma de árbol, está ricamente ramificada y alcanza un tamaño de 2 a 4 m de altura. A veces se forma un tallo leñoso de color marrón, sin hojas que alcanzan un diámetro de 0,5 a 1,2 centímetros. La lámina casi circular, carnosa de 3 a 8 centímetros de largo y 1.7 a 4.7 centímetros de ancho. Las grises areolas no tienen pelos, pero ocupadas con abundantes o escasos gloquidios rojizos, de 3 a 5 milímetros de largo. La único espina que sobresale es de color blanco a grisáceo de 3 a 7 centímetros de largo que de vez en cuando le falta. Las flores que aparecen en loslados, son de color rojo amarillento y alcanzan un diámetro de 2,5 a 3,4 centímetros y 2,5 a 4 centímetros de largo. Su pericarpio está ocupado con unos gloquidios, pero sin pelo. Las frutas son rojas de 1.5 a 2.5 centímetros de largo y alcanzan un diámetro de 1 a 1,4 centímetros.

## Usos
La especie se usa como cercas vivas y en la medicina tradicional para curar úlceras de la boca.

## Taxonomía
Pereskiopsis rotundifolia fue descrito por (DC.) Britton & Rose y publicado en Smithsonian Miscellaneous Collections 50: 333. 1907.
Etimología
Pereskiopsis: nombre genérico compuesto que deriva de las palabras griegas: "opsis" = similar y Pereskia un género de la familia.
rotundifolia: epíteto latíno que significa "con las hojas redondas"
Sinonimia
- Pereskia rotundifolia
- Opuntia rotundifolia
- Opuntia chapistle
- Pereskiopsis chapistle